# 2021 FNS歌謡祭 夏
『2021 FNS歌謡祭 夏』（2021 エフエヌエスかようさい なつ）は、フジテレビ系列で2021年7月14日 18:30 - 22:48（JST）に生放送された通算10回目の『FNS歌謡祭 夏』である。通称は『夏のFNS』または『夏の歌謡祭』。

## 概要
2021年6月23日にフジテレビから発表された。総合司会は『2020 FNS歌謡祭 夏』に引き続き、活動休止中の嵐の相葉雅紀と当時のフジテレビアナウンサーの永島優美が務めた。
前年は新型コロナウイルス感染症による影響で例年より遅い時期となる8月下旬の放送となったが、本年は2020年東京オリンピックの開催が控えている影響があり前年とは逆に例年より早い時期となる7月中旬の放送となる。
『2020 FNS歌謡祭 夏』や『2020 FNS歌謡祭』に引き続き、放送時間は例年の『FNSうたの夏まつり』より30分早い18:30開始となったが、終了時間は『2020 FNS歌謡祭』の第2夜と同じく22:48終了となったため、前年より15分短縮となった。それに伴い、2012年放送開始の『FNSうたの夏まつり』時代から続く夏のFNS音楽特別番組では初めて22時台で終了した。
YouTubeの裏生配信企画として、同局のバラエティ番組『久保みねヒャダこじらせナイト』との連動企画で、同番組にレギュラー出演している久保ミツロウ・能町みね子・ヒャダインが当番組をツマミに酒飲みトークが実施された。また、当番組の一部の出演アーティストもゲスト出演した。尚、当番組で放送される本麒麟のCMの一環として放送された。尚、当番組で裏生配信企画が行われるのは『2016 FNSうたの夏まつり 〜海の日スペシャル〜』以来の5年ぶりだった。
平均視聴率は第1部（18:30 - 19:00）が6.4%、第2部（19:00 - 22:48）が10.1%だった（ビデオリサーチ調べ、関東地区・世帯・リアルタイム）。また、瞬間最高視聴率は21:10（JST）、薬師丸ひろ子が「元気を出して」を披露するシーンで、12.0%だった（ビデオリサーチ調べ、関東地区・世帯・リアルタイム）。

## 当日のステージ
今回のステージの最多出演者は、倖田來未であり、4曲に参加している。
今回は、全64曲中19曲がコラボレーション（共演）で披露された。
トップバッターは、King & Princeが当番組で初めて担当して、嵐の「Love so sweet」をカバーで披露した。尚、番組のトップバッターでKing & Princeが嵐の曲をカバーで披露するのは『2019 FNS歌謡祭 第2夜』で披露した「One Love」以来の約1年半ぶりで2回目となる。
番組序盤・前半では、倖田來未がハラミちゃんとのコラボレーションでピアノ演奏のみで自身の恋愛ソング3曲のスペシャルメドレーを披露した。また、今年デビュー10周年を迎えるKis-My-Ft2がFNS限定のスペシャルメドレーを披露した。さらに、森高千里が「渡良瀬橋」を楽曲のモデルとなった足利市の渡良瀬橋でテレビ初披露した。
番組中盤では、德永英明とDA PUMPがお互いそれぞれのヒット曲「if...」と「夢を信じて」をコラボレーションで披露した。また、今年デビュー20周年を迎えるEXILEがFNS限定のスペシャルメドレーを披露した。さらに、とんねるずの木梨憲武が自身の冠ネット番組『木梨の貝。』（GYAO!）とココリコの遠藤章造のYouTubeチャンネルに出演したことがきっかけで誕生した楽曲を遠藤・狩野英孝・ネプチューンの堀内健・ももいろクローバーZがFNS限定のスペシャルユニットを組む形で披露した。
番組終盤・後半では、藤井隆が自身のヒット曲「ナンダカンダ」をDA PUMPとのコラボレーションで約20年ぶりに音楽番組で披露した。また、今年11月に解散を控えているV6が3曲のFNSラストメドレーを披露した。さらに、今年作詞家デビュー50周年を迎えた松本隆のトリビュート企画として、松本が作詞を手掛けた名曲を出演アーティストのカバー・コラボレーションによるスペシャルメドレーで披露した。
大トリは、BEGIN・明石家さんま・Snow Manが当番組で初めて担当して、2008年放送のさんまが総合司会を担当した『FNS27時間テレビ』の企画で誕生した楽曲「笑顔のまんま」を約10年ぶりに音楽番組で披露した。
尚、前年や『2020 FNS歌謡祭』に引き続き、番組全体は生放送だが、新型コロナウイルスによる感染拡大防止対策で大半のアーティストを事前収録での出演にして3つの密を避ける配慮で放送された。
ジャニーズ事務所からはV6、NEWS、Kis-My-Ft2、King & Prince、田中樹、Snow Manの6組が出演した。
今回は明石家さんま、石崎ひゅーい、遠藤章造、ENHYPEN、Awesome City Club、尾崎裕哉、狩野英孝、川崎鷹也、木梨憲武、Creepy Nuts、JO1、清水美依紗、Snow Man、粗品、田中樹、DISH//、TWICE、橋本愛、ハラミちゃん、BEGIN、ファーストサマーウイカ、藤井隆、堀内健、森七菜、薬師丸ひろ子、優里、緑黄色社会の27組のアーティストが『FNS歌謡祭 夏』に初出演した。
Takamiy・宮本笑里は2015年以来の6年ぶり、星野源は2016年以来の5年ぶり、郷ひろみ・ゆずは2017年以来の4年ぶり、EXILE・King & Prince・NEWS・ももいろクローバーZは2018年以来の3年ぶりの『FNS歌謡祭 夏』の出演となった。
また、2021年11月1日で解散したV6は今回がデビューした1995年から2019年まで出演していた『FNS歌謡祭』を含め、FNS音楽特別番組の出演はこれが最後となった。

## 出演者

### 司会
- 相葉雅紀（嵐）
- 永島優美（フジテレビアナウンサー）

### 出演アーティスト
- AI
- 明石家さんま
- 池田エライザ
- 石崎ひゅーい
- EXILE
- ENHYPEN
- Awesome City Club
- 尾崎裕哉
- Official髭男dism
- 上白石萌音
- 川崎鷹也
- Kis-My-Ft2
- King & Prince
- Creepy Nuts
- 倖田來未
- 郷ひろみ
- 三代目 J SOUL BROTHERS from EXILE TRIBE
- JO1
- 清水美依紗
- Snow Man
- SEVENTEEN
- 粗品（霜降り明星）
- Takamiy
- 田中樹（SixTONES）
- DA PUMP
- DISH//
- 東京事変
- TWICE
- 德永英明
- NEWS
- 乃木坂46
- 橋本愛
- ハラミちゃん
- BTS
- BEGIN
- 平手友梨奈
- ファーストサマーウイカ
- V6
- 藤井隆
- 星野源
- 三浦大知
- 宮本笑里
- ももクロちゃんと木梨とココリコ遠藤と結婚した狩野とホリケン
- 森高千里
- 森七菜
- 薬師丸ひろ子
- 優里
- ゆず
- LiSA
- Little Glee Monster
- 緑黄色社会

### 音楽・演奏
- 武部聡志音楽団

音楽監督&Pf.：武部聡志／演奏：Dr. 村石雅行、Ba. 浜崎賢太、Gt. 鳥山雄司・オオニシユウスケ、Key. 清水俊也、MNP. 向笠高章・前田雄吾、Perc. 若森さちこ、Cho. 今井マサキ・加藤いづみ・田中雪子、Strings. 今野均ストリングス

## セットリスト
| 順番 | アーティスト                                               | 楽曲 |
| ---- | ---------------------------------------------------------- | --- |
| 1    | King & Prince                                              | Love so sweet (2007/嵐)                                                                                      |
| 2    | DISH//                                                     | 僕らが強く。 (2020)                                                                                          |
| 3    | 緑黄色社会                                                 | Mela! (2020)                                                                                                 |
| 4    | ENHYPEN                                                    | Drunk-Dazed                                                                                                  |
| 5    | Little Glee Monster                                        | 君といれば                                                                                                   |
| 6    | 倖田來未×ハラミちゃん                                      | キューティーハニー (1973/前川陽子)                                                                           |
| 7    | 倖田來未×ハラミちゃん                                      | 恋のつぼみ (2006/倖田來未)                                                                                   |
| 8    | 倖田來未×ハラミちゃん                                      | 愛のうた (2007/倖田來未)                                                                                     |
| 9    | 星野源                                                     | SUN (2015)                                                                                                   |
| 10   | 郷ひろみ×長屋晴子(緑黄色社会)                              | 言えないよ (1994/郷ひろみ)                                                                                   |
| 11   | 郷ひろみ×JO1                                               | 2億4千万の瞳 -エキゾチック・ジャパン- (1984/郷ひろみ)                                                        |
| 12   | Official髭男dism                                           | Cry Baby |
| 13   | Kis-My-Ft2                                                 | Everybody Go (2011)                                                                                          |
| 14   | Kis-My-Ft2                                                 | Luv Bias - another -                                                                                         |
| 15   | King & Prince                                              | Namae Oshiete                                                                                                |
| 16   | 森高千里                                                   | 渡良瀬橋 (1993)                                                                                              |
| 17   | 清水美依紗                                                 | Starting now〜新しい私へ                                                                                     |
| 18   | 橋本愛                                                     | 木綿のハンカチーフ (1975/太田裕美)                                                                           |
| 19   | Creepy Nuts×田中樹                                         | かつて天才だった俺たちへ (2020/Creepy Nuts)                                                                  |
| 20   | SEVENTEEN                                                  | Ready to love                                                                                                |
| 21   | LiSA                                                       | サプライズ                                                                                                   |
| 22   | 東京事変                                                   | 獣の理 |
| 23   | Awesome City Club                                          | 勿忘 |
| 24   | 川崎鷹也×EXILE NAOTO                                       | 魔法の絨毯 (2018/川崎鷹也)                                                                                   |
| 25   | 三浦大知                                                   | Spacewalk |
| 26   | DA PUMP×德永英明                                           | if... (2000/DA PUMP)                                                                                         |
| 27   | 德永英明×DA PUMP                                           | 夢を信じて (1990/德永英明)                                                                                   |
| 28   | EXILE                                                      | HAVANA LOVE                                                                                                  |
| 29   | EXILE                                                      | HERO (2004)                                                                                                  |
| 30   | EXILE                                                      | Choo Choo TRAIN (1991/ZOO)                                                                                   |
| 31   | ゆず                                                       | NATSUMONOGATARI                                                                                              |
| 32   | 森七菜                                                     | スマイル (1996/ホフディラン)                                                                                 |
| 33   | 三代目 J SOUL BROTHERS                                     | TONIGHT |
| 34   | 橋本愛                                                     | ギブス (2000/椎名林檎)                                                                                       |
| 35   | milet                                                      | inside you (2019)                                                                                            |
| 36   | milet                                                      | Ordinary days                                                                                                |
| 37   | 乃木坂46                                                   | ごめんねFingers crossed                                                                                      |
| 38   | TWICE                                                      | Perfect World                                                                                                |
| 39   | ファーストサマーウイカ×Takamiy                             | うっせぇわ (2020/Ado)                                                                                        |
| 40   | 倖田來未×三浦大知                                          | 何度でも (2005/DREAMS COME TRUE)                                                                             |
| 41   | AI×北村匠海(DISH//)                                        | Story (2005/AI)                                                                                              |
| 42   | 上白石萌音                                                 | 青空 (1989/THE BLUE HEARTS)                                                                                  |
| 43   | 上白石萌音                                                 | 世界中の誰よりきっと (1992/中山美穂&WANDS)                                                                   |
| 44   | 石崎ひゅーい×尾崎裕哉                                      | 15の夜 (1983/尾崎豊)                                                                                         |
| 45   | 薬師丸ひろ子                                               | 元気を出して (1984)                                                                                          |
| 46   | ももクロちゃんと木梨とココリコ遠藤と結婚した狩野とホリケン | 最高な毎日にするために 自分からグイッと動き 言葉に気をつけしかけは早め 全て面白がり 答えは追い追いやってくる |
| 47   | 優里                                                       | ドライフラワー (2020)                                                                                        |
| 48   | 星野源                                                     | 不思議 |
| 49   | 藤井隆×DA PUMP                                             | ナンダカンダ (2000/藤井隆)                                                                                   |
| 50   | ファーストサマーウイカ×粗品                                | 帰り花のオリオン                                                                                             |
| 51   | NEWS                                                       | BURN |
| 52   | Snow Man                                                   | HELLO HELLO                                                                                                  |
| 53   | BTS                                                        | Butter |
| 54   | 平手友梨奈                                                 | かけがえのない世界                                                                                           |
| 55   | 川崎鷹也×Awesome City Club                                 | 君は天然色 (1981/大瀧詠一)                                                                                   |
| 56   | Little Glee Monster                                        | 風をあつめて (1971/はっぴいえんど)                                                                           |
| 57   | 池田エライザ×宮本笑里                                      | Woman "Wの悲劇"より (1984/薬師丸ひろ子)                                                                      |
| 58   | V6                                                         | over (1998)                                                                                                  |
| 59   | V6                                                         | MAGIC CARPET RIDE                                                                                            |
| 60   | V6                                                         | 愛なんだ (1997)                                                                                              |
| 61   | Official髭男dism                                           | Universe |
| 62   | 德永英明×NEWS                                              | 壊れかけのRadio (1990/德永英明)                                                                              |
| 63   | 東京事変                                                   | 落日 (2012)                                                                                                  |
| 64   | BEGIN×明石家さんま×Snow Man                                | 笑顔のまんま (2009/BEGIN with アホナスターズ)                                                                |

## スタッフ
- セットデザイン：鈴木賢太
- 美術プロデューサー：三竹寛典
- アートコーディネーター：西嶋友里
- 大道具：浅見大、井田正也
- アクリル装飾：谷口航平、川満貴志
- アートフレーム：石井智之、坂脇伸吾
- 電飾：白鳥雄一、齊藤真依、日下信二、川西紘平
- 植木装飾：後藤健、小笠原了平
- 視覚効果：倉谷美奈絵
- メイク：山田かつら
- 楽器：島津哲也
- LED：齋藤淳之介、河本祥太
- スタジオCG：笹生宗慶
- TD：米山和孝
- SW：馬塲義土、斉藤伸介
- カメラ：片野裕史
- 音声：吉永哲也
- VE：久保島春樹
- 照明プロデューサー：植松晃一
- 照明デザイン：西野大介、内山晶裕、紙透貴仁、中村貞敏、堀江泰輔、三觜繫、森﨑靖史
- PA：渡眞利泰樹、須藤傑、水野愛里香
- クレーン：明光セレクト
- LSM：中山隆
- AR：上田容一郎、園田光弘
- 音楽コーディネート：大滝拓見
- 編成：長嶋大介
- 広報：平井隆
- ホームページ担当：城増美、渋沢恵
- テロップ送出：宮崎かおる、草崎祐一郎
- 音響効果：中田圭三、温水義成、野呂楓子
- 編集：小島嘉隆、坂本貴志
- MA：藤井啓介
- タイトルCG：古畑資展
- 編集CG：渡辺之雄
- 場内管理：坂井伸治
- TK：平野美紀子、江野澤郁子
- デスク：富張明子
- 協力：ハーフトーンミュージック
- 美術協力：フジアール、チトセアート、ナカムラ綜美、エスケイシステム、興進電化、テルミック、野沢園、東京特殊効果、山田かつら、東京TUBE
- 技術協力：fmt、共同テレビジョン、サンフォニックス、放映サービス、田中電設、共立、ワンツー・ワンツー、ピーシーライツ、4-Legs、デジデリック、MTプランニング、Feel Live Inc
- 制作協力：E&W、デジタルスペック
- 衣裳協力：TADASHI SHOJI
- 制作：太田一平
- エグゼクティブ・プロデューサー：石田弘
- 構成：山内浩嗣
- 編集ディレクター：黒岩栄治、後藤悠樹、吉田誠
- 送出ディレクター：渡辺由貴
- フロアディレクター：大野悟、松舘ちひろ、花輪研斗
- プロデューサー：中村峰子、浜崎綾、島田和正、土田芳美、宇賀神裕子、後藤夏美、加藤万貴、早川和希
- 総合演出：松永健太郎
- チーフプロデューサー：三浦淳
- 制作：フジテレビ編成制作局制作センター第二制作室
- 制作著作：フジテレビ

## 関連番組
- FNS歌謡祭 夏 みどころ徹底解説!

開始前の7月10日16:30 - 17:30（『土曜スペシャル』第2部）に放送されていた事前番組。
- FNS歌謡祭 夏 みどころ解説!

当番組の放送の前週から当週にかけて5回にわたって、同年7月11日 1:20 - 1:30、7月13日 0:25 - 0:35、7月14日 0:25 - 0:35で放送された事前番組。
- Love music

同年7月12日 0:30 - 1:25に「FNS歌謡祭 夏 直前スペシャル!」と題して放送。
- VS魂

当番組の司会を務める相葉雅紀がレギュラー出演しているバラエティ番組。